# Thalassodes hypoxantha
Thalassodes hypoxantha là một loài bướm đêm trong họ Geometridae.